# Leninske Pershe
Lenin  (ucraniano: Ленінське Перше) es una localidad del Raión de Odesa en el Óblast de Odesa de Ucrania. Según el censo de 2001, tiene una población de 205 habitantes.